# Fünf
Die Fünf (5) ist die natürliche Zahl zwischen Vier und Sechs. Sie ist ungerade und eine Primzahl.

## Mathematik

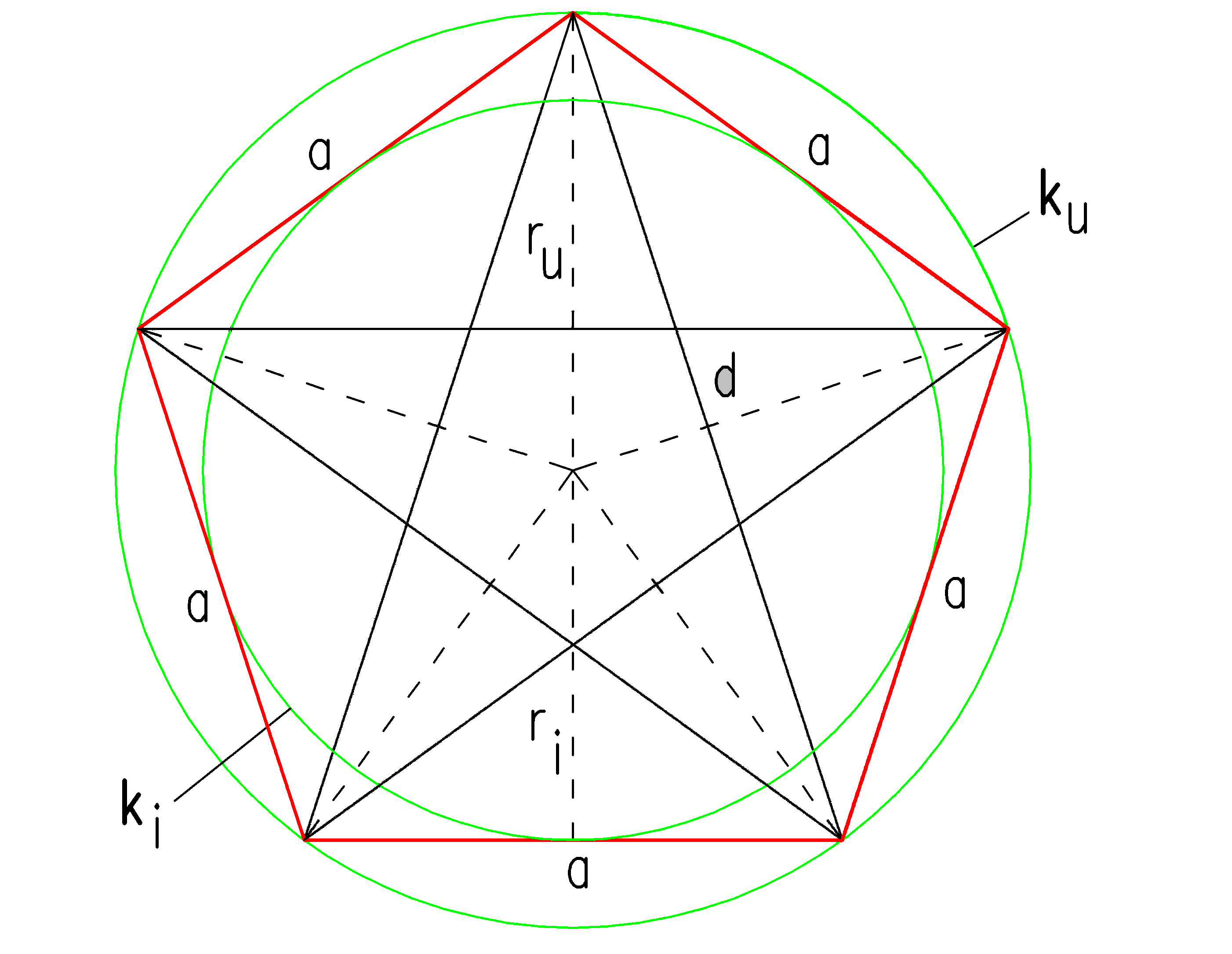
Pentagramm und Pentagon

Ganze Zahlen, die im Dezimalsystem als letzte Ziffer eine Null oder Fünf haben, können ganzzahlig durch fünf geteilt werden. Alle ungeraden Vielfachen von fünf enden wiederum mit der fünf (alle geraden mit der Null).
- Die 5 ist die fünfte Zahl der Fibonacci-Folge.
- Die 5 ist die kleinste Primzahl, die sich aus der Summe aller anderen Primzahlen, die kleiner als sie selbst sind, bildet.
- Die Fünf ist eine Fermatsche Primzahl: {\displaystyle 5=2^{2^{1}}+1} und die kleinste Wilson-Primzahl.
- Die 5 ist eine Bellsche Zahl (Folge A000110 in OEIS)
- Es gibt genau fünf platonische Körper.
- Es gibt genau fünf Tetrominos.
- Ein Fünfeck ist eine geometrische Figur.
- Die 5 ist eine Størmer-Zahl.
- Für ganzrationale Funktionen ab Grad 5 können die Nullstellen nicht mehr allgemein durch Wurzelausdrücke dargestellt werden, was der Satz von Abel-Ruffini zeigt. Für Polynome vom Grad 4 ist dies noch möglich.

## Naturwissenschaften
Die Pentadaktylie, die Fünfstrahligkeit oder die Fünffingrigkeit, bezeichnet die grundlegende Untergliederung der einzelnen Extremitäten der Wirbeltiere in je fünf distale, also endständige, Fortsätze. Diese muss bei primitiven Wirbeltieren noch nicht ausgeprägt sein und kann bei einigen höheren Wirbeltieren rückgebildet sein, zum Beispiel bei den Schlangen oder bei den Pferden.
Die Stachelhäuter weisen eine fünfstrahlige Radiärsymmetrie auf, allgemein bekannt beim Seestern.
Einige Pflanzen wie Glockenblumengewächse und Rosengewächse weisen fünfzählige Blüten, teilweise auch fünfstrahlig strukturierte Früchte auf, beispielsweise Äpfel und Birnen.
In der Astronomie gibt es die Fünfsternreihe, die in nördlichen Breiten das ganze Jahr über am Nachthimmel gesehen werden kann.

## Kulturelle Bedeutungen

Die fünf olympischen Ringe symbolisieren die fünf an den Olympischen Spielen beteiligten Kontinente.

Aristoteles unterschied fünf Sinne des Menschen: Sehen, Hören, Riechen, Schmecken, Tastsinn.
Zu den Grundlagen des Islam gehören die Fünf Säulen. Muslime verrichten fünfmal am Tag das Gebet.
Im Christentum sind die Fünf Wundmale Christi Gegenstand der Andacht und Verehrung.
Nach taoistischer Tradition gibt es die fünf Elemente Wasser, Feuer, Erde, Holz und Metall. In der westlichen Tradition gibt es nur vier Elemente; Aristoteles nahm jedoch den Äther als fünftes Element an, daher der Ausdruck Quintessenz.
Die Fünf ist in vielen östlichen und westlichen Kulturen die Zahl der Liebe als unteilbare Summe der männlichen Zahl Drei und der weiblichen Zahl Zwei. Sie galt als die Zahl der Liebesgöttin Venus.
In der chinesischen Zahlensymbolik hat die Fünf eine besondere Bedeutung. Da die Vier in chinesischer Tradition als schlechte Zahl gilt, gibt es außer den vier Himmelsrichtungen Norden, Süden, Osten und Westen noch eine fünfte, senkrecht nach oben.

## Sport
- Fünfkampf ist eine Disziplin der Leichtathletik.
- Moderner Fünfkampf ist eine Vielseitigkeitssportart.
- Die UEFA-Fünfjahreswertung ist eine Rangliste.

## Schulnote
In Deutschland ist die Fünf die zweitschlechteste Schulnote, in Österreich die schlechteste. In Russland, Ungarn und der Türkei ist die Fünf die beste Schulnote.

## Sprichwörter/Redewendungen
- Etwas Überflüssiges nennt man im Deutschen „das fünfte Rad am Wagen“.
- Wenn man etwas nicht so genau nimmt, lässt man „fünfe grade sein“, was bedeutet, dass man eine ungerade Zahl mal für eine gerade nimmt.
- Das römische Zahlzeichen für fünf ist V (das konsonantische U), die zehn wird mit X bezeichnet (graphisch ein doppeltes V). Hieraus stammt die Redensart „ein X für ein U vormachen“, d. h., so zu tun, als wäre 5=10.

## Zusammensetzungen mit „quinque“ und „pente“
Das lateinische Wort für Fünf quinque bzw. die dazugehörige Ordinalzahl quintus (deutsch: der Fünfte) finden sich in Fremdwörtern wie Quinte (Intervall), Quintett (Musikensemble) oder Quinta (Klasse).
Objekte aus fünf Teilen werden als Quinär, in der heutigen Sprache eher als Big Five bezeichnet.
Das griechische Wort für Fünf πέντε pente findet sich in Fremdwörtern wie Pentagon (Fünfeck), Pentagramm (fünfeckiger Stern) oder Pentateuch (Fünf Bücher Mose) und in den Bezeichnungen mancher chemischer Verbindungen wie Pentabromdiphenylether (fünf Brom-Atome) oder Eisenpentacarbonyl (fünf CO-Gruppen).

## Trivia
- Der Diskordianismus erklärt 5 satirisch zur heiligen Zahl, und entsprechend die Roman-Trilogie Illuminatus! die Zahl 23 mit der Quersumme 5 zum kosmischen Code.
- Das Wort „fünf“ ist neben „Senf“ und „Hanf“ eines der drei deutschen Wörter, die auf „nf“ enden (wenn man von wenigen Toponymen wie „Genf“ sowie von Komposita wie „Feuersenf“ und Ableitungen wie etwa „hundertfünf“ absieht).
- Die Fünfte Kolonne kommt aus dem Inneren, während die anderen vier den Himmelsrichtungen zugeordnet sind.
- Fünf Freunde der englischen Kinderbuchautorin Enid Blyton gehört zu den erfolgreichsten Kinderbuchreihen der Welt.

- Gruppe 05 ist eine Bezeichnung für das Lübecker Literaturtreffen.
- Schalke 05 ein Aufreger aus der Frühzeit des deutschen Farbfernsehens.
- Gruppe der Fünf: eine Gruppe russischer Komponisten des 19. Jahrhunderts.
- Beim Sprechfunk, am Telefon und bei Zahlensendern gibt es zur besseren Unterscheidbarkeit die Aussprache fünnef, vergleichbar mit zwo für zwei.
- Haus 5 (LVR-Klinik Düren)
- 5 am Tag ist der Name einer Diät.
- Ein preußisches Rechtskompendium hieß Fünfmännerbuch.